# 努扎特·萨迪克
努扎特·阿米尔·萨迪克 ，是一名巴基斯坦政治家，自2012年3月以来一直是巴基斯坦参议院的成员。此前，她曾在2008年至2012年担任巴基斯坦国民议会议员。她是巴基斯坦穆斯林联盟（谢里夫派）的成员。

## 早年生活
努扎特·萨迪克于1975年在白沙瓦的坎廷顿女子学院获得文学士学位。

## 政治生涯
她作为巴基斯坦穆斯林联盟（谢里夫派）的候选人在2008年巴基斯坦大选中当选为巴基斯坦国民议会议员。从2007年到2009年，她一直是国民议会最富有的女性议员。
她被选入巴基斯坦参议院，作为巴基斯坦穆斯林联盟（谢里夫派）的候选人，在2012的巴基斯坦参议院选举中为女性保留了一个席位。
她于2012年3月11日辞去国民议会议员职务。
她被巴基斯坦穆斯林联盟（谢里夫派）提名为2018年巴基斯坦参议院选举的候选人。 然而，在巴基斯坦最高法院作出裁决后，巴基斯坦选举委员会宣布参议院选举的所有穆盟谢里夫派候选人为独立候选人。
在2018年的参议院选举中，她以独立候选人的身份再次当选为参议员，为旁遮普省女性保留了一个席位。 当选后，她加入了由巴基斯坦穆斯林联盟（谢里夫派）领导的财政部席位。

## 个人生活
努扎特·萨迪克曾经拥有巴基斯坦和美国双重国籍，她于2012年放弃美国国籍。